# Mercadeo basado en cuentas
El mercadeo basado en cuentas (en inglés: account-based marketing, ABM), también conocido como mercadeo de cuentas clave, es una estrategia de mercadotecnia empresarial que consiste en dirigir los esfuerzos de comunicación y ventas hacia cuentas específicas, consideradas de alto valor para la organización. Esta metodología se centra en personalizar las acciones comerciales para clientes concretos, a menudo grandes organizaciones o cuentas estratégicas, con el propósito de fomentar relaciones comerciales más sólidas y rentables a largo plazo.

## Descripción general
Surgió a mediados de la década de 1990 como respuesta a la evolución de los mercados empresariales hacia modelos más personalizados. A diferencia de las estrategias tradicionales que buscan llegar a la mayor cantidad posible de clientes, el ABM prioriza maximizar el valor dentro de cuentas específicas, concentrando esfuerzos en vender múltiples productos o servicios a un mismo cliente.
Mientras que las actividades de mercadeo suelen organizarse por industria, producto, solución o canal, el ABM se caracteriza por estructurar sus acciones en torno a cuentas individuales, con campañas diseñadas específicamente para cada una de ellas.

## Diferencias respecto al mercadeo tradicional
En contextos de negocios complejos, el ABM ha demostrado ser eficaz para ampliar la presencia dentro de cuentas ya existentes, donde las iniciativas tradicionales, de carácter más general, resultan insuficientes. También puede aplicarse a cuentas de prospectos estratégicos con vistas a concretar nuevas ventas.
Diversos estudios han señalado que los compradores recurren en primer lugar a sus proveedores actuales para obtener información relevante sobre nuevas soluciones. Sin embargo, más de la mitad consideran inadecuadas las acciones de mercadeo de dichos proveedores. Asimismo, se ha documentado que resulta más rentable generar ventas adicionales dentro de cuentas existentes que adquirir nuevos clientes, lo que refuerza el interés por estrategias como el ABM.
Al tratar cada cuenta de forma individualizada, esta metodología permite dirigir mensajes de manera más precisa, aumentando su relevancia para la audiencia objetivo y superando las limitaciones de las campañas masivas.

## Integración entre mercadeo y ventas
El ABM es un modelo que fomenta la alineación entre los equipos de ventas y mercadeo. Permite que las organizaciones vinculen los objetivos de ventas con las tácticas de mercadeo mediante la retroalimentación directa entre ambos departamentos, facilitando la identificación de nuevas oportunidades comerciales. El éxito de esta estrategia depende de una estrecha colaboración entre ventas y mercadeo, incluyendo la realización de talleres conjuntos para establecer metas y comprender mejor las necesidades de las cuentas.
Autores como Peppers y Rogers (1993) han destacado la importancia del conocimiento profundo del cliente como ventaja competitiva en contextos donde varias empresas compiten por la misma cuenta.

## Aplicación en la industria tecnológica
El ABM ha sido ampliamente adoptado en sectores como los servicios y consultorías de tecnología de la información, donde las propuestas comerciales suelen implicar procesos complejos, ciclos de ventas prolongados y relaciones continuas con los clientes.
Organizaciones como la Information Technology Services Marketing Association, The Marketing Practice y VAZT Global han contribuido al desarrollo y difusión de metodologías y herramientas relacionadas con esta estrategia.

## Selección de cuentas clave
La identificación de cuentas clave es un proceso fundamental dentro del ABM. No todas las cuentas cumplen los requisitos para ser consideradas estratégicas; por ello, las organizaciones deben evaluar cuidadosamente diversos factores antes de asignar recursos a una cuenta específica. Entre los criterios a considerar se encuentran el historial de ingresos, la rentabilidad, el margen de contribución, la viabilidad de una relación a largo plazo y los intereses compartidos entre cliente y proveedor.
Algunos indicadores que sugieren cambios en la relación con una cuenta clave incluyen:
- Pérdida de negocios recurrentes hacia competidores.
- Reestructuración interna que afecte la relación comercial.
- Falta de retorno de inversión percibido por alguna de las partes.
- Incumplimiento de objetivos comunes.

## Programas de mercadeo basado en cuentas

### Estructura general del programa
Un programa de ABM suele incluir las siguientes etapas:
1. Definición estratégica: Establecimiento de criterios para la selección de cuentas, metas y métricas del programa.
2. Planeación conjunta: Talleres colaborativos entre ventas y mercadeo para definir objetivos y propuestas específicas por cuenta.
3. Mapeo de cuentas y perfiles clave: Análisis detallado de cada cuenta seleccionada en la definición estratégica, para identificar a los perfiles decisores o involucrados en el proceso de compra. Este mapeo suele incluir:
  - Decision Maker (tomador de decisiones): persona con autoridad final para aprobar la compra.
  - Influencer (influenciador): quien influye en la decisión mediante recomendaciones o criterios técnicos.
  - User (usuario final): quien usará directamente el producto o servicio.
  - Gatekeeper (intermediario): quien controla el acceso a los decisores.
  - Champion (aliado interno): persona dentro de la cuenta que apoya activamente la solución propuesta.
4. Elaboración del plan: Integración de actividades corporativas con acciones personalizadas por cuenta.
5. Ejecución: Implementación de campañas a cargo de equipos coordinados de ventas y mercadeo.
6. Evaluación: Medición de resultados en términos de ingresos, oportunidades, cobertura de comunicaciones y percepción de la cuenta.

### Estrategias y tácticas
Entre las actividades típicas dentro de un programa ABM se incluyen:
- Análisis e inteligencia: Estudio detallado de cada cuenta para identificar preferencias y necesidades específicas.
- Generación de conciencia: Campañas para aumentar la visibilidad y percepción positiva en cuentas objetivo con bajo conocimiento previo.
- Desarrollo de campañas específicas: Acciones enfocadas en promover reuniones y descubrir oportunidades concretas.
- Soporte a ventas: Apoyo a los equipos comerciales para mejorar la conversión y acortar ciclos de venta.
- Fidelización y referencia: Transformar clientes satisfechos en defensores de la marca que faciliten nuevas oportunidades.